# Jeddayel
Jeddayel ou Geddayel (arabe : جدايل) est une commune du Mont-Liban, à 4 km au nord de Jbeil (Byblos). Elle est majoritairement peuplée de grecs-orthodoxes cependant la tradition maronite est très enracinée dans l'histoire du village. Sa population est de près de 1000 habitants.

## Géographie

### Situation
La commune est située sur une colline surplombant la Méditerranée. Sa superficie est de 2 km².  Elle est entourée de plantations de caroubes, d’oliviers, et de diverses cultures de légumes. Ainsi plusieurs pressoirs à caroubes et moulins à huile d’olive se trouvent au sein du village.   

### Climat
Jeddayel possède un climat méditerranéen. Le vent dominant arrive du Ouest-Sud-Ouest provoque une entrée maritime et occasionnellement la venue d'une couverture nuageuse. La nuit, une brise de terre dévale Wadi Jeddayel et apporte à la région un temps relativement froid et peu humide.

## Églises
Il existe à Jeddayel trois églises. Du fait que le martyr Domice de Perse est le saint patron d'une grande partie de la population, deux églises, une maronite et une autre grec-orthodoxe se nomment 'Mar Doumit'. La troisième église est à l’honneur de Notre Dame.